# Stadtarchiv Bremerhaven
Das Stadtarchiv Bremerhaven ist das Verwaltungsarchiv der Stadt Bremerhaven im Bundesland Bremen. Es bewahrt das Schriftgut Bremerhavens und seiner Vorgängergemeinden sowie  nichtstaatliche Sammlungen. Mit rund 4,8 laufenden Kilometern Archivgut gehört es zu den größeren kommunalen Archiven in Norddeutschland.

## Geschichte
Das Stadtarchiv geht bis in das Jahr 1926 zurück. Zwei Jahre zuvor waren die preußischen Unterweserstädte Geestemünde und Lehe zur Stadt Wesermünde vereint worden, die fortan das zu Bremen gehörende Bremerhaven umschloss. Das Aktenmaterial der preußischen Städte Lehe und Geestemünde (mit Geestendorf und Wulsdorf) wurde im neuen Wesermünder Stadtarchiv zusammengetragen. Zum ersten Archivar wurde der aus Altona stammende Hans Kischnick bestellt. Zu seinen zentralen Aufgaben gehörte die Sichtung und Verzeichnung des abgelieferten Aktenmaterials. Nachdem das Archiv zunächst im Geestemünder Rathaus (Bahnhofsallee) untergebracht war, zog es noch 1926 gemeinsam mit der Stadtbibliothek in den Keller der Sparkasse Wesermünde-Geestemünde.
1936 erfolgte der Umzug in das Erdgeschoss des Ibbrigheims, eines Wohnheims für ledige Fischarbeiterinnen und später auch für Zwangsarbeiterinnen. Mit der Eingemeindung des bremischen Bremerhavens und der Übernahme der städtischen Akten war die Kapazitätsgrenze des Standortes erreicht. Das Stadtarchiv fand eine neue Bleibe in der Uhlandschule in Lehe. Im Zweiten Weltkrieg wurden die Bestände überwiegend in einem stillgelegten Ringofen der Ziegelei Achgelius in Sandstedt eingelagert, wo sie den Krieg überstanden. Die Akten des Altkreises Wesermünde verbrannten beim Luftangriff auf die Stadt am 18. September 1944 im Landratsamt Geestemünde. Zwar wurde Archivdirektor Hans Kischnick, NSDAP-Mitglied von 1933 bis 1944, im Zuge der Entnazifizierung als Mitläufer eingestuft. Gesundheitlich bedingt kehrte er nicht auf seinen Posten zurück.
1949 zog das Stadtarchiv in neue Räumlichkeiten im Keller des Stadthauses 1 auf dem Gelände der Stadtverwaltung Bremerhaven. Zum neuen Archivdirektor wurde 1949 Karl Eikmeier bestellt. Ihm folgte 1955 der promovierte Volkskundler Wilhelm Stölting. Er war in der NSDAP Ortsgruppenamtsleiter und Gauvolkstumswart und konnte deshalb in der Nachkriegszeit keine Beschäftigung finden. Mit der Tätigkeit als Archivdirektor kehrte er in die Wissenschaft zurück. In seiner nur zweijährigen Amtszeit veröffentlichte er eine Vielzahl von Schriften und war Redenschreiber für Oberbürgermeister Hermann Gullasch. Von 1957 bis 1965 stand das Stadtarchiv unter Leitung von August Meyer (zuvor von 1925 bis 1945 Leiter des Jugendamtes).
Eine neue Ära in der Entwicklung des Stadtarchivs setzte mit dem Dienstantritt von Burchard Scheper 1965 ein. Unter seiner Führung wurden die stadtgeschichtlichen Initiativen des Archivs massiv ausgebaut. 1968 initiierte Scheper die Vortragsreihe des Stadtarchivs. 1974 erschien der erste Band einer eigenen Schriftenreihe. Scheper suchte die Kooperation mit der Freien Universität Berlin und der neu gegründeten Universität Bremen. Zum 150-jährigen Stadtjubiläum Bremerhavens 1977 erschien nach 14-jähriger Arbeit seine „Jüngere Geschichte der Stadt Bremerhaven“. Das Buch gilt bis heute als stadtgeschichtliches Standardwerk. Unter Schepers Leitung wurde zudem die Archivpädagogik gefördert. Durch seine Initiative erhielt das Stadtarchiv Bremerhaven als erstes deutsches Kommunalarchiv eine Archivpädagogenstelle.
Zum 60. Jahrestag des Bestehens zog das Stadtarchiv in seine heutigen Räumlichkeiten im Stadthaus 5 der Bremerhavener Stadtverwaltung. Von 1991 bis 2013 leitete Hartmut Bickelmann das Archiv. Er führte die wissenschaftliche Arbeit seines Vorgängers weiter und baute vor allem die Öffentlichkeitsarbeit aus. Seit 1993 werden regelmäßig historische Stadtrundgänge angeboten. Zudem wurden Arbeitskreise für interessierte Bürgerinnen und Bürger gegründet.
Seit 2013 steht das Stadtarchiv unter Leitung der Historikerin und Archivarin Julia Kahleyß. Durch Kooperationen mit öffentlichen und privaten Stellen, darunter die Landeszentrale für politische Bildung Bremen, die Volkshochschule Bremerhaven oder der Heimatbund der Männer vom Morgenstern, wurde die gesellschaftliche Öffnung und Vernetzung weiter ausgebaut. Ein weiterer Schwerpunkt der Arbeit ist der Einstieg in die Archivierung elektronischer Unterlagen.

## Archivbestand
Die Bestände des Stadtarchivs Bremerhaven umfassen rund 4800 laufende Aktenmeter. Sie gliedern sich in städtische und nichtstädtische Unterlagen auf.
Selektbestände aus älterer Zeit umfassen Urkunden und Amtsbücher des Amtes Lehe. Städtische Unterlagen der Vorgängergemeinden bis 1945 umfassen die Registratur von Alt-Bremerhaven und Wesermünde. Akten der Stadtverordnetenversammlung und des Magistrats bilden die moderne städtische Überlieferung. Die nichtstädtischen Bestände umfassen übergeordnete staatliche Behördenunterlagen sowie Nachlässe und Privatarchive. Von großem Umfang sind die Sammlungen, die u. a. ein Bildarchiv, Karten und Pläne, Plakate sowie Zeitungsausschnitte umfassen.
Das Stadtarchiv Bremerhaven verfügt über eine wissenschaftliche Regionalbibliothek, die für Forschungszwecke genutzt werden kann.

## Aktivitäten und Publikationen
Seit 1968 veranstaltet das Stadtarchiv Bremerhaven regelmäßig Vortragsveranstaltungen zu stadt-, regional- und allgemeinen historischen Themen. 1973 erschien mit einer Bibliografie zur Stadtgeschichte die erste Publikation des Archivs. In den „Veröffentlichungen des Stadtarchivs Bremerhaven“ sowie in den „Kleinen Schriften des Stadtarchivs Bremerhaven“ sind seitdem 24 bzw.14 Bände erschienen.
Seit 1993 finden regelmäßig historische Stadtrundgänge zu unterschiedlichen Schwerpunktthemen statt. Interessierte Freizeitforscher und ehrenamtliche Stadtchronisten kommen zu regelmäßigen Arbeitstreffen zusammen. Mehrmals im Jahr werden Kurse zum Lesen und Schreiben historischer Schriften sowie Workshops zu stadtgeschichtlichen Themen, z. B. zur Bremerhavener Frauengeschichte, angeboten.
Für Schüler werden Praktika und Themenführungen angeboten.
Das Stadtarchiv beteiligt sich jährlich an den Projekten zum Bremerhavener Tag der Stadtgeschichte und ist in der Jury zum Geschichtswettbewerb des Bundespräsidenten vertreten.